# Jeff Allam
Jeff Allam (ur. 19 grudnia 1954 roku w Epsom) – brytyjski kierowca wyścigowy.

## Kariera
Allam rozpoczął karierę w międzynarodowych wyścigach samochodowych w 1977 roku od startów w British Touring Car Championship. Z dorobkiem 29 punktów uplasował się na czwartej pozycji w klasyfikacji generalnej. W późniejszych latach Brytyjczyk pojawiał się także w stawce British Saloon Car Championship, World Challenge for Endurance Drivers, SMMT Motor Show Trophy, Wendy Wools Formula 3 Race, World Championship for Drivers and Makes, FIA World Endurance Championship, 24-godzinnego wyścigu Le Mans, Australian Endurance Championship, Bathurst 1000, European Touring Car Championship, Silverstone Tourist Trophy, World Touring Car Championship, Asia-Pacific Touring Car Championship, Sandown 500, Tooheys 1000, 24 Heures de Spa-Francorchamps, Gold Coast Champ Car Super Touring Cup, Australian Super Touring Championship, Belgian Procar oraz BTCC Masters.